# 배성원

배성원(1963년 4월 15일 ~ )은 대한민국의 여성 기업인이다. 현재 컴테크컨설팅 이사, 건설워커 최고홍보책임자(CCO, Chief Communication Officer)를 맡고 있다. 2019년부터 2023년 2월까지 서울아이쿱생협 이사 겸 물품위원장으로도 활동하였다.

## 생애

### CAD전문가 시절
1993년 건축설계 소프트웨어 전문 개발회사 컴테크 창업멤버로 합류하였고, 오토데스크사 오토캐드(AutoCAD) 국제공인개발자로 활동하며 AutoARC(오토아크)시리즈 개발에 참여했다. AutoARC는 국내 최초 3차원 건축설계프로그램이다. 1993년부터 1996년까지 AutoARC를 도입한 건축설계사무소 엔지니어들을 대상으로 AutoCAD 및 건축CAD교육의 책임을 맡아 진행했다.

### 취업전문가 활동
1999년부터 컴테크컨설팅 이사, 건설워커 이사로 재직 중이다. 네이버 지식iN에서 '건설워커' 닉네임으로 왕성한 활동을 펼치며 은하신 등급에 올랐다. 은하신은 지식인 등급 중 상위 4번째 '신의 경지'에 해당하는 전문가를 말한다. 특히 구인구직사이트 분야 전문가 1위에 올라있다.

### 기자 활동
2011년부터 2016년까지 뉴스에듀 기자, 브레이크뉴스 기자로 활동하며 취업, 교육, 건설 등 다양한 부문에서 취재 및 인터뷰 기사를 작성하였다.

### 생협 활동가
iCOOP소비자생활협동조합연합회 지역생협의 조합원이자 활동가로 일하였다. 2019년부터 2023년 2월 9일까지 서울아이쿱생협 이사 겸 물품위원장을 역임했다. 서울시내 초중고등학교 학생 및 서울 시민 활동가들을 대상으로 공정무역, 지구환경보호 등의 주제 강연을 진행하였다.

## 학력
- 사이버한국외국어대학교 일본어학부 학사

## 경력
- 1999년 ∼ 현재 컴테크컨설팅 이사, 건설워커 이사, 최고홍보책임자CCO
- 1993년 ∼ 1998년 AutoCAD 국제공인개발자
- 2011년 ~  2016년 뉴스에듀, 브레이크뉴스 기자[8][9]